# Ceramaster trispinosus
Ceramaster trispinosus är en sjöstjärneart som beskrevs av Hubert Lyman Clark 1923. Ceramaster trispinosus ingår i släktet Ceramaster och familjen ledsjöstjärnor. Inga underarter finns listade i Catalogue of Life.